# Eve: Valkyrie
EVE: Valkyrie é um jogo multi-jogador de simulação de combate em naves espaciais de pequena dimensão, partilhando o universo de Eve Online e que foi desenvolvido para utilizar tecnologia de realidade virtual. O Eve: Valkyrie deverás estar disponível para Microsoft Windows e PlayStation 4 e será um dos títulos que acompanharão o lançamento do Oculus Rift, no PC e do PlayStation VR na PS4  A CCP, empresa responsável por desenvolver os jogos do universo Eve, anunciou que o jogo viria incluído em todos os pacotes de pré-reserva do Oculus Rift, cuja expedição se espera para a primeira metade de 2016. 